# Xosé Ramón Gayoso
Xosé Ramón Gayoso Bonigno (La Corunya, 25 d'abril de 1956) és un presentador de la Televisión de Galicia i un dels personatges públics més coneguts a Galícia.

## Biografia
Es va llicenciar en Dret a la Universitat de Santiago de Compostel·la. Practicava atletisme, concretament llançament de martell, i es va proclamar campió d'Espanya el 1975 amb un llançament de 46 metres. Practicant aquest esport va conèixer Álvaro Someso, campió gallec de salt d'altura el 1973, amb qui va formar el 1978 el dúo Keltia. El 1979 van editar el disc Choca esos cinco, produït per CBS. La meitat de les cançons eren en gallec i feien versions de José Afonso i musicaven a Rosalía de Castro.
Posteriorment es va traslladar a Madrid, on va treballar en un despatx d'advocats especialitzat en nul·litats matrimonials.
Va començar a treballar a la Televisión de Galicia des del dia de la seva inauguració, el 25 de juliol de 1985. El primer programa el va presentar juntament amb Mercedes Bouzón.
Des de llavors ha presentat programes com Entre nós, Boa noite, Lúa nova, O veciño do xoves, Corazonada, Adiviña quen ven esta noite, i Pensando en ti. No obstant, la seva popularitat va augmentar a partir de 1992 quan comença a presentar Luar, programa musical que continua presentant actualment.

## Premis i nominacions
- Medalla de Plata de Galícia (2003)

### Premis Mestre Mateo
| Any  | Categoria                       | Producció | Resultat  |
| ---- | ------------------------------- | --------- | --------- |
| 2002 | Millor comunicador de televisió | Luar      | Guanyador |
| 2010 | Millor comunicador de televisió | Luar      | Nominat   |
| 2013 | Millor comunicador de televisió | Luar      | Guanyador |